# Ebollia valdiviensis
Ebollia valdiviensis är en svampart som först beskrevs av Speg., och fick sitt nu gällande namn av Minter & Caine 1980. Ebollia valdiviensis ingår i släktet Ebollia, divisionen sporsäcksvampar och riket svampar.   Inga underarter finns listade i Catalogue of Life.